# Projet Bay du Nord
Le projet Bay du Nord est un projet d'exploitation pétrolière géré par la pétrolière norvégienne Equinor situé au large de Terre-Neuve et du Labrador. Le projet a été approuvé par le gouvernement fédéral canadien de Justin Trudeau. Ce projet devrait produire jusqu'à 73 millions de barils de pétrole par année. On estime que le site contient plus de 300 millions de barils de pétrole, possiblement jusqu'à un milliard, par l'entremise de près de 60 puits. Son exploitation implique de créer le plus profond puis de pétrole au Canada.
Selon les estimations d'Equinor, un accident prendrait entre 18 et 36 jours à colmater. Le début du pompage est prévu pour 2028.
Ce projet a été critiqué par les organismes environnementaux, notamment en raison de sa localisation dans un milieu marin reconnu pour sa biodiversité, qualifiée de « zone d’importance écologique et biologique de la Convention des Nations unies sur la diversité biologique ». La région ciblée est considérée importante pour plusieurs espèces de poissons, 14 espèces d’oiseaux menacés ainsi et  quinzaine d’espèces de mammifères marins, qui sont sensibles à la pollution sonore qui peut être causée par ce genre de forages.
Une poursuite judiciaire contre l'approbation du projet, entamée en mai 2022 par le groupe Écojustice, au nom des organismes de protection de l’environnement Équiterre, Sierra Club et Mi'gmawe'l Tplu'taqnn Incorporated, a été rejetée par la cour fédérale en juin 2023. Les organisations à l'origine de la poursuite allégaient que le projet allait à l'encontre des obligations internationales du Canada quant à la réduction de ses émissions de gaz à effet de serre.  